# Witchford
Witchford – wieś w Anglii, w hrabstwie Cambridgeshire, w dystrykcie East Cambridgeshire.